# Merry Christmas (film)
Merry Christmas è un film del 2001 diretto da Neri Parenti. Appartiene al filone dei cosiddetti cinepanettoni del consolidato duo formato da Massimo Boldi e Christian De Sica.

## Trama
Il film narra tre storie che si svolgono in un lussuoso albergo di Amsterdam.
Fabio Trivellone è un pilota d'aereo con due famiglie: la prima composta dalla moglie Selvaggia e dalla figlia Martina, la seconda composta invece da Serena, sua seconda moglie, e Matteo, figlio di lei. Con la scusa di dover pilotare un volo per Amsterdam durante le feste di Natale, si reca nella capitale olandese assieme a Serena e Matteo, scoprendo però poco dopo il suo arrivo che Selvaggia e Martina hanno deciso di fargli una improvvisata, venendolo a trovare nel suo stesso albergo. Così Fabio dovrà cercare in tutti i modi possibili di tenere a bada entrambe le famiglie, affinché queste non scoprano niente l'una dell'altra. Sfortunatamente, alla fine la verità viene a galla e le rispettive mogli di Fabio, nonché i suoi figli adolescenti amareggiati dal suo comportamento, se ne ritornano in Italia. Mentre Selvaggia, Serena, Matteo e Martina sono tutti all'aeroporto in attesa del volo, al telegiornale viene data la notizia che il comandante Trivellone ha tentato il suicidio buttandosi dal balcone dell'albergo; credendo che l'abbia fatto per la disperazione, vanno a trovarlo in ospedale. In realtà Fabio non si era buttato dal balcone, ma era stato il portiere gay dell'albergo che, intrufolatosi nella sua stanza, aveva indossato la sua giacca dove c'erano i suoi documenti e, mentre faceva uno striptease col suo compagno, era precipitato dalla finestra. Giunti all'ospedale, le due famiglie scoprono con grande sorpresa che Fabio ha una terza compagna, una donna di colore di nome Jane, con cui ha un bambino e ha da poco partorito altri due figli.
Enrico Carli, proprietario di una industria di panettoni, viene costretto dalla figlia Michela e dalla moglie Marisa a passare le vacanze natalizie assieme al futuro genero Cesare, del quale non pensa bene, perché lo possa conoscere meglio e cambiare la sua opinione su di lui. All'inizio le cose saranno un po' complicate, visto che Enrico cercherà in diverse maniere di far sì che Cesare venga lasciato dalla figlia, tanto da arrivare al punto di fargli di nascosto alcune fotografie mentre è in compagnia di una sconosciuta, credendo che sia l'amante di lui, e ricattandolo di mandare gli scatti a Michela. Ma, ironia della sorte, sarà proprio Enrico a essere ricattato da alcuni uomini che lo hanno immortalato con delle spogliarelliste conosciute in un nightclub, la sera prima insieme a Cesare. Sebbene lo stesso Cesare all'inizio si rifiuti di aiutarlo, alla fine interviene per salvarlo dalle grinfie dei malfattori, e i loro rapporti migliorano.
Bruno e Max, due impresari di pompe funebri, devono portare nel loro carro funebre l'urna contenente le ceneri di un anziano aristocratico alla vedova, e ritirare un assegno che li avrebbe fatti diventare ricchi. Tuttavia, giunti in albergo l'urna si rompe e, non sapendo come trasportare le ceneri, le versano dentro un vaso che scompare misteriosamente. I due si mettono così alla sua ricerca portando il putiferio in tutto l'albergo. Quando, dopo molte peripezie, riescono a trovarlo e a consegnare le ceneri alla vedova, tutto sembra essere finito per il meglio. Sennonché Max, involontariamente, smarrisce l'assegno e i due devono così dire addio alla loro tanto sospirata ricchezza.
Sei mesi dopo, tutti i protagonisti si ritrovano in chiesa: chi per il matrimonio di Cesare con Michela, chi per quello di Matteo con la sua neofidanzata Carla, ingravidata da lui ad Amsterdam, e chi per un funerale commissionato a Bruno e Max, tornati a dirigere le pompe funebri e protagonisti, con le famiglie Trivellone e Carli, di una bella foto di gruppo nel finale.

## Produzione
Inizialmente, il film doveva chiamarsi Natale a New York ed essere girato proprio nella Grande Mela, ma in seguito agli attentati dell'11 settembre 2001, tale scelta venne abbandonata e la produzione virò su Amsterdam. Gli interni dell'hotel dove alloggiano i protagonisti sono stati invece girati a Madrid.
Successivamente, il film Natale a New York verrà effettivamente girato e distribuito nel 2006, seppur con un diverso cast.

## Distribuzione
Il film è uscito nelle sale Italiane il 21 dicembre 2001.